# Klaus von Klitzing
Klaus von Klitzing, , nemški fizik, * 28. junij 1943, Schroda, Tretji rajh (sedaj Środa Wielkopolska, Poljska).
Von Klitzing je leta 1985 prejel Nobelovo nagrado za fiziko »za odkritje kvantnega Hallovega pojava.«